# Oberndorf am Neckar
Oberndorf am Neckar är en stad i Landkreis Rottweil i regionen Schwarzwald-Baar-Heuberg i Regierungsbezirk Freiburg i förbundslandet Baden-Württemberg i Tyskland.
Staden ingår i kommunalförbundet Oberndorf am Neckar tillsammans med kommunerna Epfendorf och Fluorn-Winzeln.